# 34479 Dunschen
34479 Dunschen è un asteroide della fascia principale. Scoperto nel 2000, presenta un'orbita caratterizzata da un semiasse maggiore pari a 2,8765678 au e da un'eccentricità di 0,0196762, inclinata di 3,07311° rispetto all'eclittica.